# Lumenis
Lumenis (em latim: "Luz da vida") é a maior empresa em nível mundial fabricante de equipamentos médicos a laser, cujas aplicações vão desde a área de oftalmologia até aparelhos estéticos como a linha Lightsheer. A empresa conta com cerca de 250 patentes médicas.

## Equipamentos
- LightSheer
- LightSheer Duet
- Lumenis One
- UltraPulse laser de CO2 SurgiTouch